# Faculdade de Engenharia Química da Unicamp

A Faculdade de Engenharia Química (FEQ) é uma das unidades da Universidade Estadual de Campinas (UNICAMP).

## História
A Faculdade de Engenharia Química da UNICAMP, FEQ, foi criada em abril de 1990 e constitui-se em uma Unidade responsável pelo Ensino de Graduação e de Pós-Graduação, pela Pesquisa e por atividades de Extensão à Comunidade no âmbito da Engenharia Química. Anteriormente à criação da FEQ, tais atividades eram desenvolvidas junto à Faculdade de Engenharia de Campinas, hoje extinta, que era composta pelas áreas de Engenharia Química, Elétrica e Mecânica.
O Curso de Graduação em Engenharia Química da UNICAMP, que teve início em 1975 com base em um plano curricular moderno, funciona apoiado em um Corpo Docente de alto nível, formado por 48 professores procedentes de diversas regiões do país e do exterior, todos eles com título de Doutor. O plano curricular do Curso de Graduação não direciona o Engenheiro Químico formado pela UNICAMP para qualquer modalidade específica, mas lhe confere uma formação geral sólida que o torna apto a desenvolver com competência as atividades que lhe são conferidas. A partir de 1992 começou o oferecimento do Curso de Graduação em Engenharia Química no período noturno, aumentando o número de alunos admitidos no Vestibular por ano. O curso noturno vem também dando maior flexibilidade aos alunos do diurno em relação ao cumprimento dos créditos, já que as mesmas disciplinas são oferecidas nos dois períodos e em semestres distintos.

## Departamentos
A Faculdade de Engenharia Química é composta de quatro departamentos, que cobrem uma grande parte das áreas de interesse da engenharia química. Estes departamentos são:
- Departamento de Desenvolvimento de Processos e Produtos (DDPP)
- Departamento de Engenharia de Sistemas Químicos (DESQ)
- Departamento de Engenharia de Materiais e Bioprocessos (DEMBio)
- Departamento de Engenharia de Processos (DEPro)

## Entidades e órgãos relacionados
- Propeq - Projeto e Pesquisa em Engenharia Química - empresa júnior
- Grupo PET-EQ - Programa de Educação Tutorial - grupo de alunos que realiza atividades de pesquisa, ensino e extensão
- Centro Acadêmico da Faculdade de Engenharia Química (CAFEQ) - centro acadêmico
- Associação Atlética Acadêmica da Faculdade de Engenharia Química (AAAFEQ) - atlética